# III. Constantinus római császár
III. Constantinus (? – 411 augusztusa vagy szeptembere) nyugatrómai trónbitorló császár 407-től haláláig.
Flavius Honorius római császár uralkodása alatt 407-ben Britanniában kiáltották ki császárrá. A csatornán átkelve kezébe kaparintotta Gallia egy részét, majd fiát, II. Constanst felruházta az Augustus címmel. Később a saját seregében kitört egyenetlenség közepette Constanst megölték, Constantinus pedig 411-ben III. Constantius fogságába esett. A foglyul ejtett bitorlót Honorius parancsára kivégezték.